# Athénée royal de Gilly
Pour les articles homonymes, voir ARG.
L'Athénée royal de Gilly (ARG) est une école de l'enseignement officiel de la Communauté française de Belgique située à Gilly (commune de Charleroi). C'est un athénée proposant uniquement l'enseignement secondaire. Elle est souvent désignée par le sigle ARG.

## Enseignement de transition
Dans l'enseignement de transition, l'ARG propose les options suivantes :
- Anglais ou néerlandais comme première et deuxième langues étrangères
- Allemand ou espagnol comme troisième langue étrangère
- Informatique et informatique de gestion
- Chimie, biologie et physique à 1 ou 2 heures par semaine, avec la possibilité d'activités de laboratoire
- Latin à 4 h par semaine et grec à 2 h par semaine
- Sciences économiques

En 5e et 6e, des cours de préparation aux études supérieures (PES) sont proposés en français et en mathématiques.

## Enseignement de qualification
L'ARG propose une filière de technique de secrétariat-tourisme en 3e et 4e puis d'agent en accueil et tourisme en 5e et 6e. Les cours spécifiques à cette option sont :
- anglais et néerlandais obligatoires à 4h/semaine
- étude touristique du milieu géographique
- histoire de l'art
- dactylographie - secrétariat - bureautique
- informatique de gestion
- technique d’accueil, d’organisation et secrétariat

## Disposition des lieux
Cette école a la particularité de compter sur une seule implantation deux bâtiments distincts ayant chacun sa propre cour de récréation et ses bureaux pour le personnel. Le degré inférieur (de la 1re à la 3e) et le degré supérieur (de la 4e à la 6e) sont ainsi séparés physiquement tout en faisant partie de la même école, ce qui permet maintenir la cohésion générale.

## Le voile à l'école
En 2005, l'ARG a été le centre d'un débat sur le port des signes religieux à l'école
Situé dans une ville et un quartier où la population d'origine immigrée est élevée, l'ARG voyait augmenter d'année en année le nombre de filles voilées en classe. Cela provoquait plusieurs problèmes. Tout d'abord, le règlement d'ordre intérieur stipulait l'obligation de se découvrir en classe, le voile étant toléré jusque-là, mais de manière officieuse. Ensuite, certains professeurs estimaient que le voile est un symbole religieux agressif, dont le port va à l'encontre de la neutralité de l'enseignement. Enfin, le cours d'éducation physique, en particulier la natation, était perturbé par les élèves refusant de quitter le voile ou de s'habiller de manière adaptée. Il fut donc décidé de modifier le règlement d'ordre intérieur pour interdire le port de symboles religieux de manière "agressive et outrancière", avec effet lors de la rentrée du 1er septembre 2005.
Cette décision, adoptée par la direction, les enseignants et les éducateurs, engendra des réactions chez les élèves et les parents. Certains élèves et parents étaient satisfaits de voir enrayé ce qu'ils considéraient comme une dérive. Mais d'autres élèves et parents furent très mécontents. De nombreuses filles voilées changèrent d'école, entraînant parfois avec elle le départ de tous les frères et sœurs, et la population scolaire connut une chute. Des élèves firent grève et manifestèrent devant l'école.
Des parents intentèrent même des actions en justice, soutenus par le MRAX. Mais après plusieurs années le Conseil d'État leur donna tort en reconnaissant aux directions concernées (l'AR Gilly et l'AR Vauban à Charleroi) le droit d'interdire le voile.